# BarcelonActua
BarcelonActua és una comunitat creada a Barcelona i per Barcelona, que té com a objectiu final fer una ciutat cohesionada socialment, sensible i solidària.

## Història
BarcelonActua és un projecte que neix amb una clara visió: crear una Barcelona cohesionada socialment, sensible, solidària i implicada en la realitat social que l'envolta. Una Barcelona unida que, a curt i mitjà termini, contribueixi a evitar l'exclusió social de ningú fruit de l'actual crisi i que, a llarg termini, permeti gaudir del privilegi de viure en una ciutat referent a nivell internacional en termes de responsabilitat social ciutadana i de felicitat.
En els últims anys, s'ha posat en evidència que tothom és potencialment vulnerable. Aquest fet dona l'oportunitat d'apropar-se els uns amb els altres, de solidaritzar-se amb els que, avui dia, pitjor ho estan passant, i de deixar-se ajudar per aquells que afortunadament, malgrat la crisi, poden seguir gaudint de certes comoditats.
Només fomentant les connexions entre tots els ciutadans es podrà construir una ciutat feliç.
BarcelonActua vol ser una comunitat de persones on es generin oportunitats per a tothom, i on cadascú trobi la millor manera, amb la qual se senti més còmode i sigui més fàcil, d'ajudar o ser ajudats. S'escull entre tota una sèrie d'opcions possibles, com ara compartir temps lliure acompanyant a una persona gran o donar, com a autònom propietari d'un negoci, feina a algú que fa temps que el busca, entre moltes altres coses. Cadascú escull què i a qui vol donar, i què i de qui es vol rebre.
BarcelonActua és la xarxa social de les persones que creuen que una Barcelona millor, la Barcelona dels valors, és possible i que està a les mans dels ciutadans aconseguir-la.

## Activitats

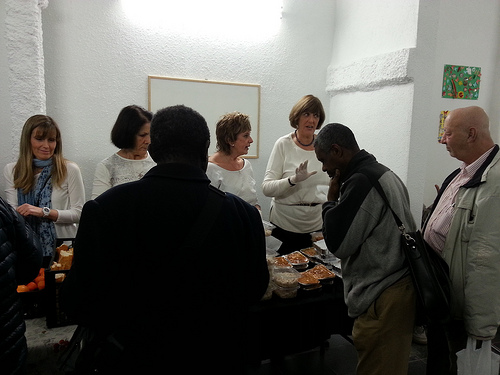
Dijous, tots a taula al Raval

- Dilluns solidaris a Gràcia: trobada setmanal per donar aliments (frescos i no peribles) a prop d'una quarantena de famílies en situació de gran vulnerabilitat de Gràcia i de BAC.
- Dijous, tots a taula al Raval!: cada dijous es dona menjar a uns vuitanta convidats que cada setmana esperen al Raval.
- BACrecapte mercats de Barcelona: mercats de Barcelona i BarcelonActua han arribat a un acord per fer col·lectes d'aliments setmanals (dissabtes) a una sèrie de mercats de la ciutat. Tot per a les famílies dels "Dilluns solidaris a Gràcia".
- Cadena d'intercanvi de llibres a l'Eixample: es tracta d'una activitat mensual (cada primer dimecres de mes) on el més important és passar-ho bé, conversant distesament sobre llibres que es posen a disposició de la resta del grup.
- Dinar a Anglès: aquesta activitat permet practicar i aprendre anglès alhora que hom es diverteix i està en bona companyia.
- Trobada BAC Emprenedors: els emprenedors de la xarxa BarcelonaActua es reuneixen per posar en comú idees de projectes i veure les possibles vies de col·laboració entre ells.
- Dissabtes de creixement personal i d'empoderament per a les dones (taller mensual): taller d'autoconeixement i per a prendre les regnes de la pròpia vida, passant una bona estona compartint, rient i aprenent. Treballar amb metodologies molt diverses que provenen de disciplines com ara la teoria de gènere, l'educació popular, teatre de l'oprimit, dansa i moviment orgànic.
- Raval Français: cada dijous hi ha la possibilitat de conversar de forma distesa en la llengua de Molière. La pretensió és aconseguir una base per poder animar en converses amb persones francòfones, ja sigui aquí o en països on es parli aquest idioma.
- BACpartidet de futbol - sala: partit de futbol sala entre els membres de la comunitat i els convidats de "Dijous tots a taula".
- BACtertúlia solidària dels diumenges: reunió setmanal (diumenge) a Barcelona per debatre algun tema relacionat amb la solidaritat i l'altruisme.